# 인공위성 (음악 그룹)
인공위성(人工偉聲)은 1993년에 데뷔하여 1990년대에 활동했던 대한민국의 6인조 아카펠라 그룹이다. 데뷔 때 멤버 전원이 서울대 출신인 그룹으로 화제를 모았으며, 실제로 서울대 화성(和聲) 동아리의 선후배사이였다. 대표곡은 1집 사랑이라 부를 수 있을까의 동명 타이틀곡이다.

## 멤버 (참여앨범)
- 김형철(1,2집)
- 조창익(1,2집)
- 고봉준(1,2집)
- 양지훈(1,2,3집)
- 이상준(1집)
- 박형규(1집)
- 곽영빈(2,4집)
- 이현우(2집)
- 손창우(3집)
- 백인기(3,4집)
- 김래훈(3,4집)
- 김현기(3,4집)
- 최협(4집)

## 음반활동
- 1993년 1집 《사랑이라 부를 수 있을까》
- 1994년 2집 《하얀노래》
- 1994년 캐롤 앨범 《Blue & White》
- 1997년 3집 《? + 5》
- 1999년 4집 《We Call It A Cappella》
- 2016년 싱글 앨범 《아빠의 시간》

## 광고 내역
- SK패션 카스피(1993)
- 삼성전자 애니콜PCS(1998)
- 오뚜기밥(Feat,양미경) (2006)